# Santi Giovanni Evangelista e Petronio dei Bolognesi
Santi Giovanni e Petronio dei Bolognesi ou Igreja dos Santos João e Petrônio dos Bolonheses é uma igreja de Roma, Itália, dedicada a São João Evangelista e São Petrônio, padroeiros de Bolonha. Por ordem do papa Gregório XIII em 1581, passou a ser a igreja nacional dos bolonheses em Roma. Está localizada no rione Regola, na Via del Mascherone, do outro lado da rua e uns poucos metros para o sul dos jardins atrás do Palazzo Farnese.
O cardeal-presbítero protetor do título de Santos João Evangelista e Petrônio é Giacomo Biffi, arcebispo-emérito de Bolonha.

## História
A primeira menção de uma igreja paroquial no local é de 1186, quando estava ligada à igreja de San Lorenzo in Damaso e chamava-se Sanctae Thomae de Yspanis e, posteriormente, San Tommaso dei Muratori ou della catena ou ainda dei Frati. Seja como for, a igreja estava abandonada quando Gregório XIII Boncompagni contratou o arquiteto bolonhês Ottaviano Mascherino para reconstruí-la como igreja nacional de seus compatriotas. Um oratório anexo foi construído em 1601, mas acabou sendo demolido. A fachada foi reconstruída no século XVII. A igreja e o terreno vizinho foram expropriados depois da unificação da Itália (1870), mas retornaram para a igreja em 1940.
A maior parte dos artistas que decoraram a igreja eram bolonheses, mas muitas das pinturas foram removidas e algumas, perdidas. A pintura à direita do altar-mor, "Trânsito de São José", é de Francesco Gessi. Já "Santa Catarina de Bolonha" (perdida), foi pintada por Giovanni Giuseppe dal Sole. A peça-de-altar do altar-mor original era "Madona com o Menino e os Santos João e Petrônio", pintada por Domenichino, mas que hoje encontra-se na Galleria Nazionale d'Arte Antica no Palazzo Barberini, e substituída por uma obra não atribuída.

## Galeria

Imagens da igreja
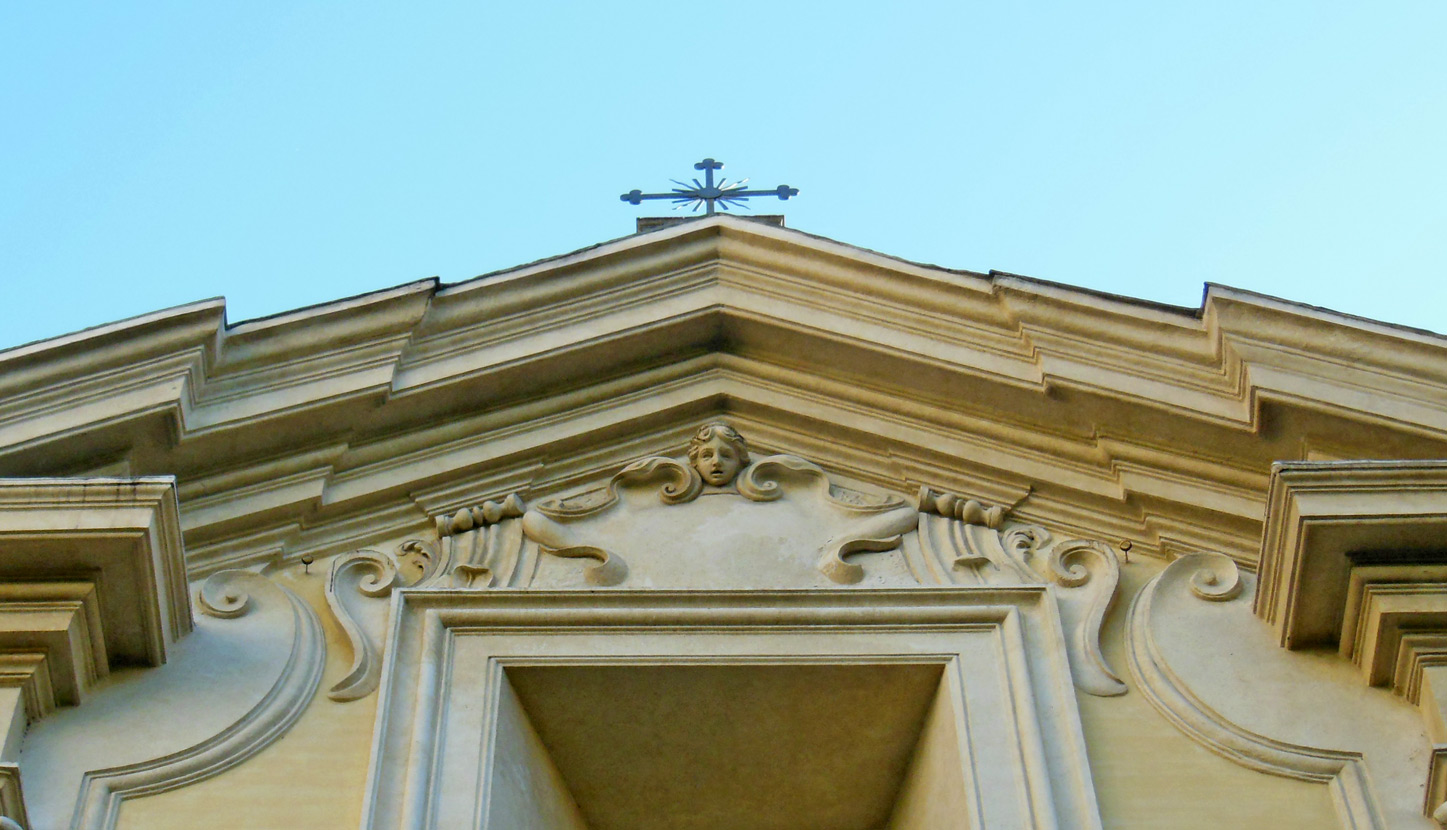
Detalhe do frontão.
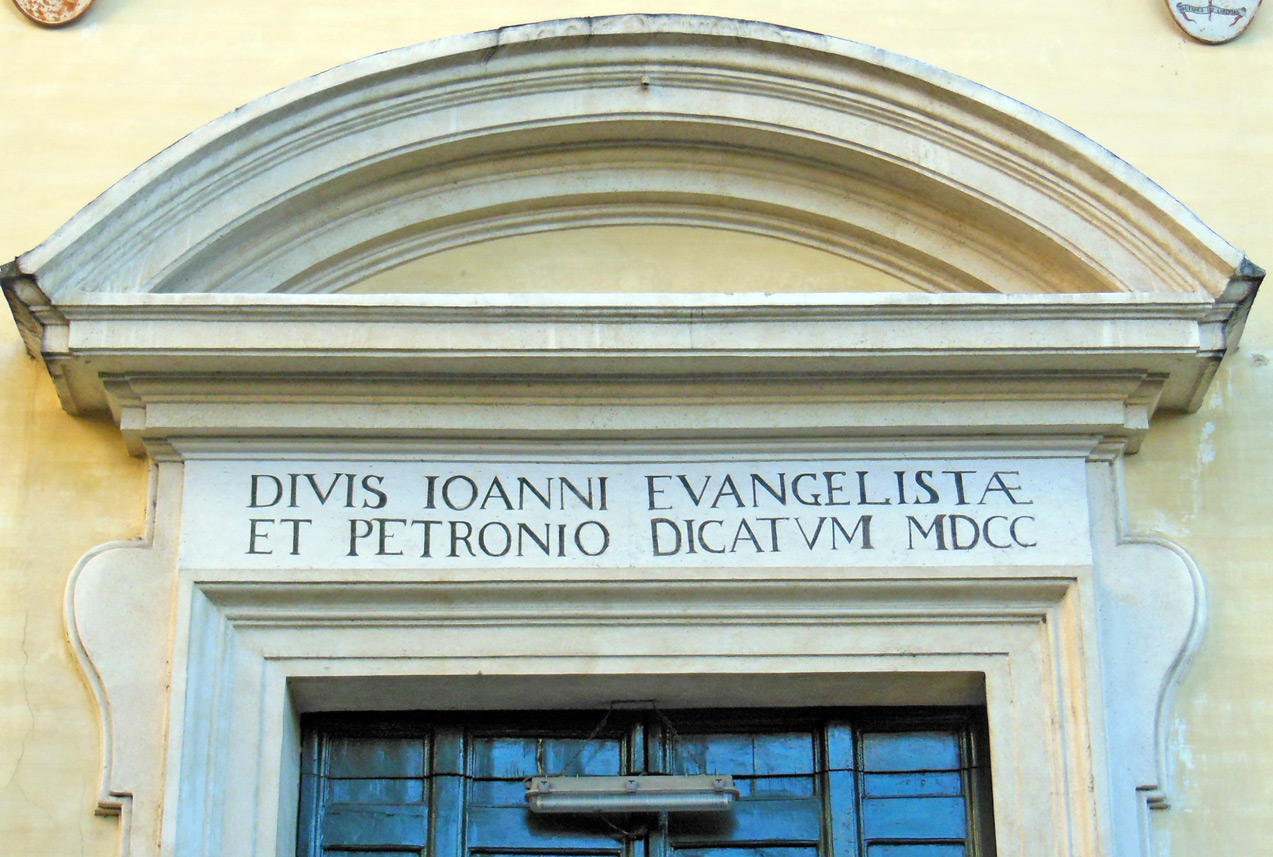
Detalhe do tímpano curvo do portal principal.